# Женско благотворително дружество „Възпитание“
Женското благотворително дружество „Възпитание“ е благотворителна организация в град Карлово.
Анастасия Райнова, съпругата на известния учител Райно Попович, и Мария Герова, жена на Найден Геров, поемат инициативата за основаването му. Поставени са задачи, свързани с грижите за образованието и възпитанието на местните жени, подпомагането материално на бедни момичета, имащи желание да се учат, с дрехи и учебници, помощта на бедни стари и болни жени. Патронният празник на дружеството е на Благовещение, 25 март. Значителен принос към просвещението в Карлово е отварянето на девическо класно училище в 1871 г. Първата директорка на училището, Евгения Бояджиева, подпомага откриването на 4 девически класа.
В хода на Балканските войни дейността на Червения кръст продължава, а членовете на „Възпитание“ събират помощи за войниците и създават ателие за шиене на войнишки дрехи.
Последна председателка на „Възпитание“ е Неда Балиева – директорка на стопанското училище – през 1954 г. През 1991 г. то е възродено и неговата дейност започва наново. Елена Трифонова поема председателството му.